# 阪谷綾子
阪谷 綾子（さかたに あやこ、1959年12月26日 - ）は、日本の教育者、学校法人興譲館理事長、公益財団法人備中館理事長。
父は阪谷芳直、祖父は阪谷希一。大叔父は阪谷俊作。曾祖父は阪谷芳郎、三島彌太郎。曾祖母は阪谷琴子。高祖父は阪谷朗廬、渋沢栄一、三島通庸。

## 経歴
1959年に阪谷芳直の四女として東京都で生まれる。芳直の曽祖父は渋沢栄一であり、綾子は栄一の玄孫となる。
慶應義塾幼稚舎より慶應義塾に学び、慶應義塾大学法学部法律学科を卒業後、外資系ホテル、銀行等の勤務を経て、2014年に阪谷家ゆかりの学校法人興譲館の理事長に就任した。また、公益財団法人備中館理事長にも就任している。高祖父の渋沢栄一や曽祖父母の阪谷芳郎・琴子夫妻に関する講演も多数行っている。